# Desa Berbek (administrativ by i Indonesien, lat -7,34, long 112,76)
Desa Berbek är en administrativ by i Indonesien.   Den ligger i provinsen Jawa Timur, i den västra delen av landet, 700 km öster om huvudstaden Jakarta.